# آيلي
آمي لي (مواليد 30 مايو 1989)، المعروفة باسم آيلي، مغنية وكاتبة أغاني أمريكية مقيمة في كوريا الجنوبية. حققت مبيعات رقمية ناجحة في كوريا الجنوبية، حيث أصدرت أربعة ألبومات استوديو، وستة ألبومات مطولة، وواحدًا وعشرين أغنية منفردة، ستة منها احتلت المراكز الخمسة الأولى في مخطط غاون الرقمي.

## روابط خارجية
- آيلي على موقع IMDb (الإنجليزية)
- آيلي على موقع ميوزك برينز (الإنجليزية)
- آيلي على موقع أول ميوزيك (الإنجليزية)
- آيلي على موقع ديسكوغز (الإنجليزية)
- آيلي على موقع قاعدة بيانات الفيلم (الإنجليزية)